# 上潮智也
上潮 智也（あげしお ともや、1941年12月3日 - ）は、熊本県菊池郡七城町（現・菊池市）出身で高砂部屋に所属した元大相撲力士。本名は古市 稔伸。身長182cm、体重109kg。最高位は東十両2枚目。得意技は左四つ、上手出し投げ。

## 来歴
1958年3月場所初土俵、1968年5月場所十両昇進、1971年11月場所廃業。入門後半年に肝臓疾患が発覚するが、体に気をつかいつつ稽古を人一倍行っていた。廃業後の1972年から「ちゃんこ上潮」を開業。自身が納得いくちゃんこの味にたどり着くまで2、30年かかったというが、野菜の甘みが溶け込んだ出汁、沖縄の塩、北海道の羅臼昆布が活きた逸品となっており、味のすり身のちゃんこを食べて体調が改善された客もいるという。2017年で76歳になるも、なおも自身ですり身作業を行うなど精力的にちゃんこ作りに励んでいる。肝臓病は廃業後に新薬によって完治している。

## 主な成績
- 通算成績：341勝330敗4休 勝率.508
- 十両成績：78勝102敗 勝率.433
- 現役在位：83場所
- 十両在位：12場所

## 場所別成績
| | 一月場所 初場所（東京） | 三月場所 春場所（大阪） | 五月場所 夏場所（東京） | 七月場所 名古屋場所（愛知） | 九月場所 秋場所（東京） | 十一月場所 九州場所（福岡） |
| --- | ----------------------- | ----------------------- | ----------------------- | --------------------------- | ----------------------- | --------------------------- |
| 1958年 （昭和33年） | x                       | （前相撲）              | （前相撲）              | 西序ノ口10枚目 5–3          | 西序二段101枚目 4–4     | 西序二段82枚目 2–6          |
| 1959年 （昭和34年） | 東序二段95枚目 6–2      | 東序二段58枚目 3–5      | 東序二段65枚目 4–4      | 東序二段60枚目 4–4          | 東序二段57枚目 4–4      | 東序二段56枚目 5–3          |
| 1960年 （昭和35年） | 東序二段32枚目 3–5      | 東序二段30枚目 6–2      | 西三段目91枚目 5–3      | 東三段目60枚目 5–2          | 西三段目37枚目 2–5      | 東三段目57枚目 5–2          |
| 1961年 （昭和36年） | 西三段目30枚目 3–4      | 西三段目40枚目 2–5      | 東三段目61枚目 6–1      | 東三段目12枚目 3–4          | 西三段目19枚目 6–1      | 東幕下79枚目 2–5            |
| 1962年 （昭和37年） | 西三段目7枚目 3–4       | 西三段目12枚目 4–3      | 西三段目筆頭 6–1        | 東幕下66枚目 3–4            | 西幕下68枚目 3–4        | 東幕下71枚目 3–4            |
| 1963年 （昭和38年） | 東幕下77枚目 3–4        | 東幕下87枚目 4–3        | 西幕下77枚目 5–2        | 西幕下54枚目 2–5            | 東幕下78枚目 3–4        | 西幕下83枚目 5–2            |
| 1964年 （昭和39年） | 東幕下63枚目 6–1        | 西幕下33枚目 4–3        | 西幕下28枚目 3–4        | 東幕下31枚目 6–1            | 西幕下15枚目 4–3        | 西幕下12枚目 2–5            |
| 1965年 （昭和40年） | 西幕下22枚目 4–3        | 東幕下16枚目 3–4        | 西幕下20枚目 2–5        | 東幕下31枚目 1–6            | 東幕下55枚目 4–3        | 東幕下50枚目 6–1            |
| 1966年 （昭和41年） | 西幕下26枚目 2–5        | 東幕下39枚目 4–3        | 東幕下35枚目 4–3        | 東幕下31枚目 6–1            | 西幕下15枚目 3–4        | 東幕下19枚目 5–2            |
| 1967年 （昭和42年） | 西幕下10枚目 4–3        | 東幕下8枚目 4–3         | 東幕下14枚目 4–3        | 東幕下10枚目 5–2            | 西幕下3枚目 3–4         | 西幕下5枚目 4–3             |
| 1968年 （昭和43年） | 西幕下2枚目 4–3         | 西幕下筆頭 5–2          | 西十両10枚目 8–7        | 西十両6枚目 5–10            | 東十両12枚目 7–8        | 東十両13枚目 7–8            |
| 1969年 （昭和44年） | 東幕下筆頭 4–3          | 東十両13枚目 8–7        | 西十両11枚目 7–8        | 東十両13枚目 9–6            | 西十両7枚目 9–6         | 東十両2枚目 7–8             |
| 1970年 （昭和45年） | 東十両3枚目 4–11        | 東十両9枚目 4–11        | 東幕下2枚目 2–5         | 西幕下11枚目 2–5            | 西幕下22枚目 4–3        | 東幕下20枚目 5–2            |
| 1971年 （昭和46年） | 東幕下8枚目 5–2         | 西幕下3枚目 3–4         | 西幕下6枚目 6–1         | 東十両13枚目 3–12           | 東幕下9枚目 1–6         | 西幕下31枚目 引退 0–3–4     |
| 各欄の数字は、「勝ち-負け-休場」を示す。 優勝 引退 休場 十両 幕下 三賞：敢=敢闘賞、殊=殊勲賞、技=技能賞 その他：★=金星 番付階級：幕内 - 十両 - 幕下 - 三段目 - 序二段 - 序ノ口 幕内序列：横綱 - 大関 - 関脇 - 小結 - 前頭（「#数字」は各位内の序列） |                         |                         |                         |                             |                         |                             |

## 改名歴
- 上汐（あげしお）1958年3月場所 - 1962年5月場所
- 上潮 智也（あげしお ともや）1962年7月場所 - 1971年11月場所